# Посёлок Птицефабрики
Посёлок Птицефабрики — населённый пункт в городском округе Мытищи Московской области России. 1994—2006 гг. — посёлок Красногорского сельского округа Мытищинского района, 2006—2015 гг. — посёлок сельского поселения Федоскинское Мытищинского района. Население — 174 чел. (2010).
Летом 2007 года в посёлке была заложена деревянная церковь Иконы Божией Матери Иверская.

## География
Расположен на севере Московской области, в западной части Мытищинского района, на Дмитровском шоссе А104, примерно в 15 км к северо-западу от центра города Мытищи и 10 км от Московской кольцевой автодороги, на берегу Клязьминского водохранилища системы канала имени Москвы. В посёлке 14 улиц. Связан автобусным сообщением с районным центром и селом Марфино. Ближайшие населённые пункты — деревни Аббакумово, Еремино, Красная Горка и Семкино.

## Население
| 2002 | 2010 |
| ---- | ---- |
| 155  | ↗174 |